# Свято-Покровський храм (Побірка)
Свято-Покровський храм (село Побірка) — дерев'яна церква, пам'ятка архітектури початку XХ століття місцевого значення, розташована у селі Побірка Гайсинського району Вінницької області. Перша будівля храму була побудована у 1763 році, друга в 1910 році. У 2020 році храму виповнилось 110 років.

## Історія
Побірський приход вважався окремим із власною церквою з середини 18 століття.
1758 р. - початок ведення метричної книги храму.
1763 р. - церкву, побудовану у 1763 році, наділену 69 десятинами землі, 1842 парафіян. Належить до Бубновецького ключа графині Олександри Потоцької;
1781 р. - сповідалося 580 осіб; не сповідалося – 130; охрещено – 30; померли - 6; шлюбів – 4. 
1782 р. - Парафія: <...> 22. Побірка (Poborka): будинків 130; сповідалось 651 особа; не сповідалась 1 особа; дітей – 170; народилося: хлопчиків - 12, дівчаток - 13; шлюбів – 5; померло: чоловіків – 6, жінок - 5. 
1785 р. - будинків - 110, сповідалося 521 осіб; дітей - 130; народилося: хлопчиків - 18, дівчаток - 17; шлюбів – 4; померло: чоловіків16, жінок 18.
1786 р. - будинків - 111, сповідалося 540 осіб; дітей - 205; народилося: хлопчиків - 19, дівчаток - 12; шлюбів - 5; померло: чоловіків - 6, жінок - 4.
1787 р. - будинків - 120, сповідалося 719 особи; дітей – 128; народилося: хлопчиків - 25, дівчаток - 27; шлюбів - 14; померло: чоловіків - 3, жінок - 5.
1793 р. - осель - 128, чоловіків: до 15 років - 157, понад 15 років – 320; жінок: до 15 років - 143, понад 15 років – 302; придатні до сповіді 753, непридатні до сповіді – 177. 
1794 р. - священик Михайло Пашута. Приєднані з унії до православ’я 5 жовтня 1794 р. церква в ім’я Покрови Пресвятої Богородиці
1843 р. - церква розширена пристройкою до неї півночного і піденного приділів, пономарні і різниці на гроші від поміщиці, графині Олександри Потоцької.
1871 р. - іконостас оновлений позолотою і живописом.
1875 р.- церковно -приходська школа.
1899 р. - дерев"яна 3-х купольна, під залізним дахом церква побудована в 1763 році і присвячена в честь Покрови Пресвятої Богородиці. Окремо від церкви є дерев"яна копольна. Іконостас в храмі 5-ти ярусний, оновлений позолотою і живописом в 1871 році. Населення села складалось тільки з провославних християн -1089 чоловіків і 1079 жінок (на 1899 рік). Церковно- приходська школа, переобразована з школи грамоти, існує з 1875 року.
1906 р. - початок будівництва нового приміщення храму
1910 р. - закінчення будівництва нового приміщення храму
1930 р. - зняття дзвонів, дзвіниці з церкви та відірвали прибудову.
1941 р. - відновлення служб у храмі
1959 р.-  церква була закрита.
1996 р. - юридично зареєстрована.
2013 - 2015 - косметична реставрація зовнішнього вигляду храму
2020 р. - настоятель храму Семен Шеремета.

## Переписи
Метричні книги села Побірка
- 1758-1782:  ЦДІАК ф. 224, оп. 1, спр. 1027
- 1756-1796:  ЦДІАК ф. 224, оп. 1, спр. 1028
- 1796:  ДАХмО ф. 315, оп. 1, спр. 6694, арк. 404-408
- 1799:  ДАХмО ф. 315, оп. 1, спр. 6748, арк. 359-364
- 1800:  ДАХмО ф. 315, оп. 1, спр. 6762, арк. 369-373
- 1801:  ДАХмО ф. 315, оп. 1, спр. 6787, арк. 392-396
- 1806:  ДАХмО ф. 315, оп. 1, спр. 6860, арк. 633-638зв
- 1812:  ДАХмО ф. 315, оп. 1, спр. 6960, арк. 583-591зв
- 1814:  ДАХмО ф. 315, оп. 1, спр. 6995, арк. 495-498
- 1830:  ДАХмО ф. 315, оп. 1, спр. 7357, арк. 137-155зв
- 1846:  ДАХмО ф. 315, оп. 1, спр. 7860, арк. 233-261зв
- 1872:  ДАХмО ф. 315, оп. 1, спр. 8318, арк. 1519-1552зв
- 1877:  ДАХмО ф. 315, оп. 1, спр. 12055
- 1879:  ДАХмО ф. 315, оп. 1, спр. 12244
- 1890:  ДАХмО ф. 315, оп. 1, спр. 12459
- 1913:  ДАХмО ф. 315, оп. 1, спр. 12809 Тільки народження

Сповідні розписи села Побірка
- 1820:  ДАХмО ф. 315, оп. 1, спр. 7070, арк. 670-679
- 1827:  ДАХмО ф. 315, оп. 1, спр. 7299, арк. 94-109
- 1830:  ДАХмО ф. 315, оп. 1, спр. 7345, арк. 1106-1120
- 1860:  ДАХмО ф. 315, оп. 1, спр. 8534, арк. 1238-1257

## Персоналії
- Ієрей Михайло Остапович Пашута 1758 - 1811
- Семен Данилович Синдерко 1811 - 1814
- Максим Леонтійович Камінський
- Стефан Крижановський 1822 - 1824
- Кирило Михайлович Пашута 1824 - 1825
- Тимофій Данилович Козицький 1825 - 1833
- Семен Молодецький 1833 - 1838
- Федір Іванович Сокальський 1838 - 1859
- Протоієрей Йосип Йосипович Немеровський[9] 1859 - 1903
- Сильвестр Григорович Танасієнко 1903 - 1920
- Йосип Навроцький 1941 - 1943
- Степан Оксентійович Хуторний 1957 - 1959
- о. Роман 1997-1998
- Михайло Якович Носик 1998 -2009 [Архівовано 24 жовтня 2020 у Wayback Machine.]
- Петро Баран 2009 - 2016
- о. Дионісій 2016
- Семен Миколайович Шеремета 2016 - до сьогодні.